# Kondut
Kondut är en ort i Australien. Den ligger i kommunen Wongan-Ballidu och delstaten Western Australia, omkring 160 kilometer nordost om delstatshuvudstaden Perth. Antalet invånare är 243.
Trakten runt Kondut är nära nog obefolkad, med mindre än två invånare per kvadratkilometer.. Det finns inga andra samhällen i närheten.
Trakten runt Kondut består till största delen av jordbruksmark.  Genomsnittlig årsnederbörd är 433 millimeter. Den regnigaste månaden är september, med i genomsnitt 64 mm nederbörd, och den torraste är december, med 12 mm nederbörd.